# Molnár M. György

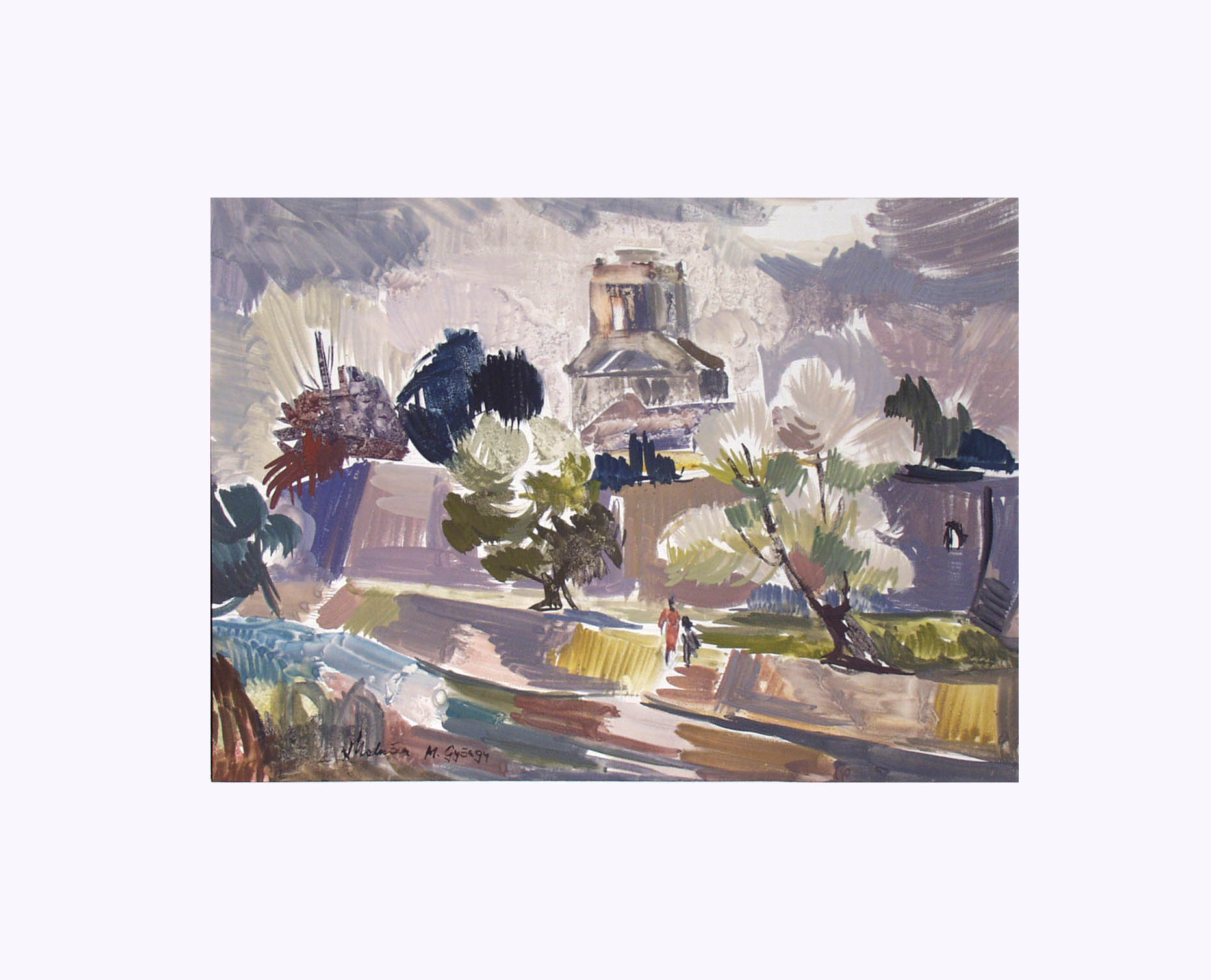
Püspökvár a Rábapartról (40x60 cm, gouache)

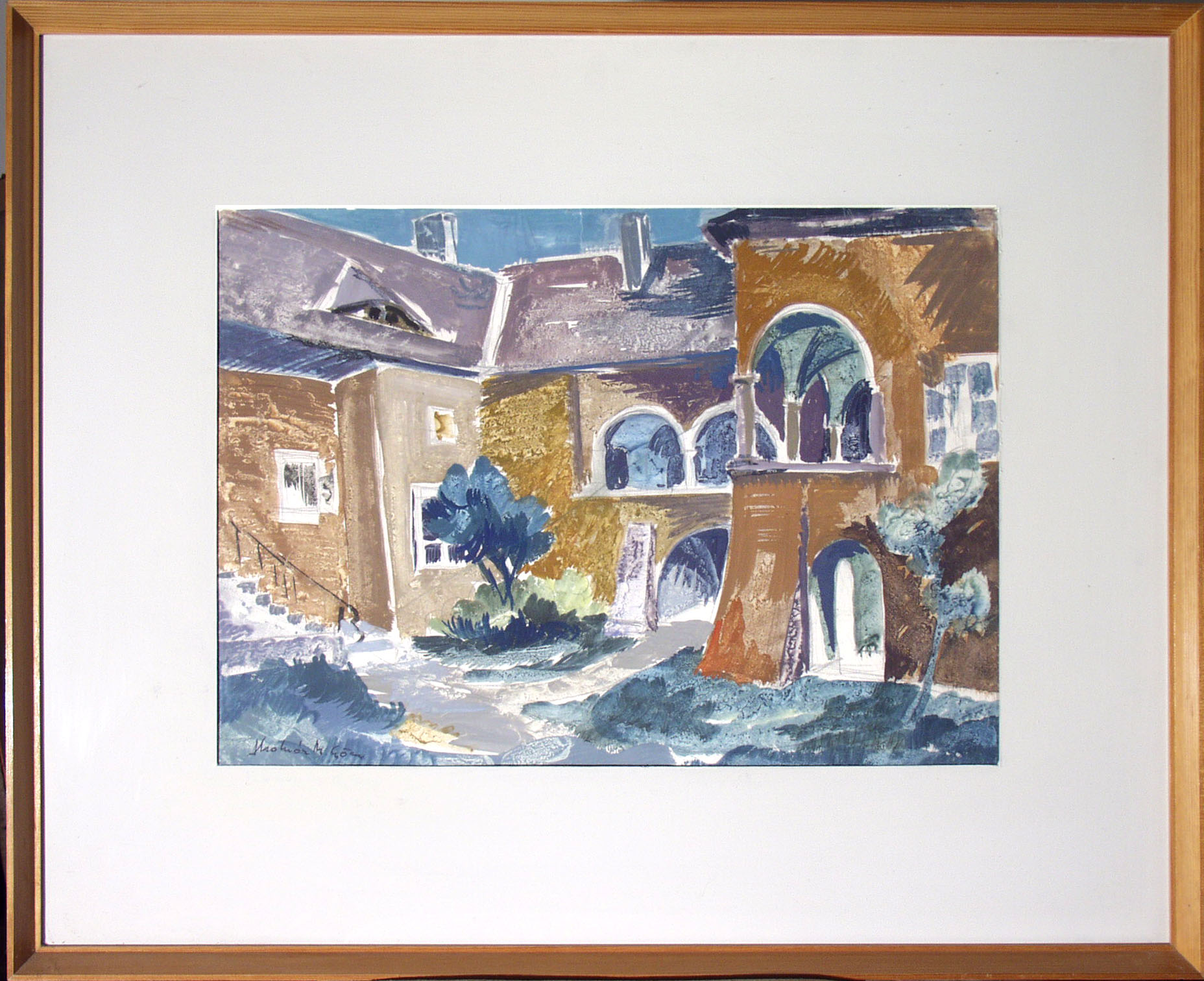
Soproni Horváth festő udvara (40x60 cm, gouache)

Molnár M. György, Molnár Mózsi György (Fadd, 1932. április 21. – 2022. augusztus 17.) Babits-díjas festő, rajztanár. A Győri Művésztelep egyik megalapítója.

## Életútja
A pécsi cisztereknél tanult 16 éves koráig, utána a szekszárdi Garai Gimnáziumban érettségizett. 1954-ben elvégezte a pécsi Pedagógiai Főiskola rajz-földrajz szakát. Tanárai Buday Lajos, Gádor Emil, Soltra Elemér voltak. Faddon és Tolnán tanított, megyei képzőművészeti előadóként, felügyelőként dolgozott. Állandó résztvevője volt a Győri Művésztelepnek, a paksi és dunaföldvári nyári művésztelepek egyik szervezője a '60-70-es években. 1992-ben a tolnai I. sz általános iskolából ment nyugdíjba.

## Munkássága
Pályája során mindig fontosnak tartotta a gyerekekkel történő foglalkozást, a tehetséggondozást, emellett jelentős alkotói életművet hozott létre. Képei főként dunántúli tájakat, falu- és városrészleteket idéznek föl lendületes festésmóddal, a gouache anyaghatásainak érzékeny és változatos alkalmazásával. Kiegyensúlyozott kompozíció, érzékeny és változatos színvilág, a látvány erejét őrző-közvetítő megjelenítés jellemzi.

## Díjai, kitüntetései
- Szocialista Kultúráért kitüntetés (1956, 1974)
- Baranya Megye Művészeti Díja (1973)
- Győr Alkotói Díja (1975)
- Győr városért emlékérem
- Szekszárd Alkotói Díja (1977)
- Tolna Megye Művészetéért Plakett (2001)
- Babits-díj (2004)
- Fadd díszpolgára (2009)

## Kiállításai

### Egyéni kiállítások
- 1960, 1984, 2004 Fadd
- 1964 Keszthely
- 1971-től több alkalommal, több helyszínen • Művelődési Központ, Szekszárd
- 1971 Dombóvár
- 1972 Pécs
- 1972, 1974, 1990, 1997 Budapest
- 1972, 1974, 1983 Műcsarnok, Győr
- 1979 Simontornya
- 1982, 1999 Kölesd
- 1990 Gyönk
- 1995 Tolna
- 1997 Dunaföldvár
- 1998 Paks
- 2004 Kalocsa

### Válogatott csoportos kiállítások
- 1973 Tolnai művészek, Párizs-Besons
- 1977 Négy tolnai művész, Tambov
- 1979 Festészeti szimpózium, Karl-Marx-Stadt
- 1995 Vármúzeum, Simontornya
- 2004 Németország, Stutensee

Szerepelt a Dél-dunántúli Tárlatokon, a győri művésztelep tárlatain, az egri Akvarellbiennálén.

## Művek közgyűjteményekben
- Béri Balogh Ádám Múzeum, Szekszárd
- Kölesdi Gyűjtemény
- Paksi Képtár
- Xantus János Múzeum, Győr
- Vármúzeum, Simontornya
- Művelődési ház és könyvtár, Fadd